# Moonlight Serenade (album)
Pour les articles homonymes, voir Moonlight Serenade.
Albums de Wink
At Heel Diamonds
(1988)
Singles
Moonlight Serenade est le 1er album original du duo japonais Wink, sorti en 1988.

## Présentation
L'album sort le 1er juillet 1988 au Japon sous le label Polystar. Il n'atteint que la 52e à l'Oricon, mais reste classé pendant 19 semaines.
Deux des chansons de l'album, Sugar Baby Love et Kaze no Prelude, étaient déjà parues deux mois auparavant sur le single Sugar Baby Love. Deux autres chansons sont interprétées en solo : Asayake no Balcony par Sachiko Suzuki, et Jasmine wa Kanashii Kaori par Shoko Aida. La moitié des titres de l'album sont des reprises de chansons occidentales adaptées en japonais : 
- Navy Blue est une reprise de la chanson homonyme de Diane Renay (en) sortie en single en 1963 ;
- Bye Bye Baby est une reprise de la chanson Bye, Bye, Baby (Baby, Goodbye) sortie en single par The Four Seasons en 1965, puis par Bay City Rollers en 1975 ;
- Dance With Me est une reprise de la chanson homonyme de Orleans sortie en single en 1975 ;
- Anata no Kata ni Hōmete est une reprise de la chanson Put Your Head on My Shoulder de  Paul Anka sortie en single en 1959 ;
- Sugar Baby Love est une reprise de la chanson homonyme de The Rubettes sortie en single en 1974 ;

## Liste des titres
| 1.  | Nagisa Monogatari (渚物語)                         | Yukinojo Mori / Yasuhiro Kido / Kei Wakakusa | 4:16 |
| 2.  | Navy Blue (NAVY BLUE)                              | Bob Crewe, Eddie Rambeau / Kei Wakakusa      | 3:27 |
| 3.  | Bye Bye Baby (BYE BYE BABY)                        | Bob Crewe, Bob Gaudio / Kei Wakakusa         | 3:41 |
| 4.  | Kaze no Prelude (風の前奏曲)                       | Joe Lemon / Akira Mitake / Shirō Sagisu      | 4:04 |
| 5.  | Dance With Me (DANCE WITH ME)                      | J.D.Hall, J.J.Hall / Shirō Sagisu            | 3:32 |
| 6.  | Suteki ni Happy Birthday (素敵にHappy Birthday)    | Machiko Ryuu / Baba Takayuki / Kazuo Ohtani  | 4:04 |
| 7.  | Asayake no Balcony (朝焼けのバルコニー)            | Machiko Ryuu / Akira Mitake / Kazuo Ohtani   | 3:55 |
| 8.  | Anata no Kata ni Hōmete (あなたの肩に頬うめて)     | Paul Anka / Shirō Sagisu                     | 4:05 |
| 9.  | Sugar Baby Love (SUGAR BABY LOVE)                  | Wayne Bickerston/Tony Waddington/S.Sagisu    | 3:50 |
| 10. | Jasmine wa Kanashii Kaori (ジャスミンは哀しい香り) | Yukinojo Mori / Yasuhiro Kido / Shirō Sagisu | 5:11 |

Notes
1. 1 2  Paroles japonaises de Yako Morimoto
2. ↑  Paroles japonaises de Ren Takayanagi
3. ↑  Paroles japonaises non créditées
4. ↑  Paroles japonaises de Joe Lemon